# Akron Goodyear Wingfoots 1941-1942
La stagione 1941-42 degli Akron Goodyear Wingfoots fu la 5ª e ultima nella NBL per la franchigia.
Gli Akron Goodyear Wingfoots arrivarono terzi nella regular season con un record di 15-9. Nei play-off persero la semifinale con i Fort Wayne Zollner Pistons (2-1).

## Roster
| N° | Naz.                   | Ruolo | Sportivo       | Anno | Alt. | Peso |
| -- | ---------------------- | ----- | -------------- | ---- | ---- | ---- |
|    | Stati Uniti (bandiera) | GA    | George Glamack | 1918 | 198  | 102  |
|    | Stati Uniti (bandiera) | GA    | Ben Stephens   | 1916 | 183  | 79   |
|    | Stati Uniti (bandiera) | C     | Floyd Ebaugh   | 1914 | 201  | 104  |
|    | Stati Uniti (bandiera) | G     | Rudy Debnar    | 1916 | 180  | 73   |
|    | Stati Uniti (bandiera) | GA    | Gene Anderson  | 1917 | 188  | 86   |
|    | Stati Uniti (bandiera) | G     | Howard Vocke   | 1915 | 183  | 86   |
|    | Stati Uniti (bandiera) | G     | Lee Huber      | 1919 | 183  | 79   |
|    | Stati Uniti (bandiera) | A     | Bob Parsons    | 1915 | 185  | 79   |
|    | Stati Uniti (bandiera) | G     | Jack O'Brien   | 1916 | 185  | 82   |
|    | Stati Uniti (bandiera) | A     | Harold Hull    | 1920 | 193  | 86   |
|    | Stati Uniti (bandiera) | G     | Ken Griffith   | 1918 | 188  | 88   |
|    | Stati Uniti (bandiera) | A     | Harry Eich     |      |      |      |

## Staff tecnico
- Allenatore: Ray Detrick